# Färs härads gamla tingshus
Färs härads gamla tingshus är en byggnad vid Gamla torg i Sjöbo, bredvid Sjöbo gästgivaregård, som uppfördes 1771 av Hans Ramel på Övedskloster. Det var häradets första tingshus och Sjöbos äldsta byggnad. Tinget hade tidigare sedan 1729 mötts i Sjöbo gästgivaregård.
Tingshuset användes som tingshus till 1904, då det ersattes av ett nybyggt tingshus, som numera är Sjöbo kommunhus. Det har sedan använts för kaférörelse, bageri och tidningsredaktion och inhyser idag restaurangen Palladium.